# Henri Demuysere
Henri Demuysere (Nieuwpoort, 4 juni 1966) is een Belgisch zeilwagenracer.

## Levensloop
Demuysere werd wereldkampioen in het zeilwagenrijden klasse 2 in 1987 in het Britse Lytham St Annes en 2024 te Asnelles Frankrijk. Daarnaast won hij zilver op de WK's van 1993 en 2010 in De Panne. Brons won hij in het Franse Le Touquet in 2006, het Argentijnse Rada Tilly in 2008, het Franse Cherrueix in 2012 en het Duitse Sankt Peter-Ording in 2018. Daarnaast werd hij negen maal Europees kampioen en won hij negenmaal zilver en vijfmaal brons op een EK.
Zijn broers Pascal en Yann, alsook hun vader Robert, waren eveneens actief in het zeilwagenrijden. Naast zijn sportieve activiteiten baat Henri Demuysere een gordijnenwinkel, bedlinnenzaak uit in De Panne.

## Palmares
- Wereldkampioenschap klasse 2: 1987  en 2024
- Wereldkampioenschap klasse 2: 1993 en 2010
- Wereldkampioenschap klasse 2: 2006, 2008, 2012 en 2018
- Europees kampioenschap klasse 2: 1984, 1985, 1987, 1990, 1991, 1994, 2013[6] 2023, 2024
- Europees kampioenschap klasse 2: 1986, 1993, 1996, 1999, 2001[7], 2011, 2015, 2017[8] en 2018[9]
- Europees kampioenschap klasse 2: 1992, 1997, 2006, 2007 en 2009